# Polonium
Polonium är ett radioaktivt metalliskt sällsynt grundämne. Polonium är kraftigt alfastrålande och används därför som strålkälla. De flesta poloniumisotoper är kortlivade stadier i sönderfallskedjor för tyngre ämnen. I naturens tre långa sönderfallskedjor återfinns 210Po, 214Po och 218Po i kedjan 238U-206Pb, 212Po och 216Po i kedjan 232Th-208Pb, och 215Po i kedjan 235U-207Pb.

## Egenskaper
Polonium är det enda metalliska grundämnet vars α-modifikation har en primitivt kubisk enhetscell med en atom i. En sådan kristallstruktur finns för övrigt bara hos antimons och fosfors högtrycksmodifikationer. 
Vid inandning av den radioaktiva gasen radon är det radonets sönderfallsprodukter som innebär de allvarligaste strålningsriskerna. Av dessa ger poloniumisotoperna 212Po, 214Po, 216Po och 218Po upphov till α-strålning, därför är de mycket skadliga om de kommer ut i kroppens vävnader.
I människokroppen uppges polonium ha en biologisk halveringstid på cirka 50 dagar, vilket innebär att alla viktiga sönderfallsprodukter vid den tiden har utsöndrats eller fått sin verkan reducerad till hälften genom sönderfall.
Polonium 210 är en naturlig förorening i tobak och antas vara en av de många faktorer som kan initiera lungcancer.

## Framställning och användning
Polonium 210 som är den enda naturligt förekommande isotopen med någorlunda lång halveringstid (138 dygn), kan framställas i grammängder genom neutronbestrålning av vismut 209. Polonium används som strålnings- och jonisationskälla bland annat vid aktiveringsanalys (jmf californium).

## Historia
Polonium upptäcktes 1898 av Marie Curie när hon undersökte pechbländets radioaktivitet. Grundämnet är uppkallat efter Marie Curies ursprungsland Polen, som vid tiden för grundämnets upptäckt inte erkändes som ett oavhängigt land.

### Kända förgiftningsfall
Mellan 1957 och 1969 avled fysikprofessorn Dror Sadeh och flera av dennes medarbetare på Weizmann-institutet i Israel, vilket har ansetts bero på påverkan av radioaktivt polonium.
Den före detta ryske säkerhetsagenten Aleksandr Litvinenko förgiftades hösten 2006 med ämnet vilket ledde till hans död några veckor senare. Han fick i sig en över hundra gånger dödlig dos av 210Po.
2004 insjuknade och avled den palestinska ledaren Yassir Arafat plötsligt. Länge spekulerades det om att det skulle röra sig ett giftmord. De misstankarna stärktes 2012 efter att Institut de Radiophysique i Schweiz undersökt hans kläder och andra tillhörigheter vilka visade på spår av polonium-210. Efter att resultaten blev kända startades en mordutredning.